# Rua das Flores (Porto)

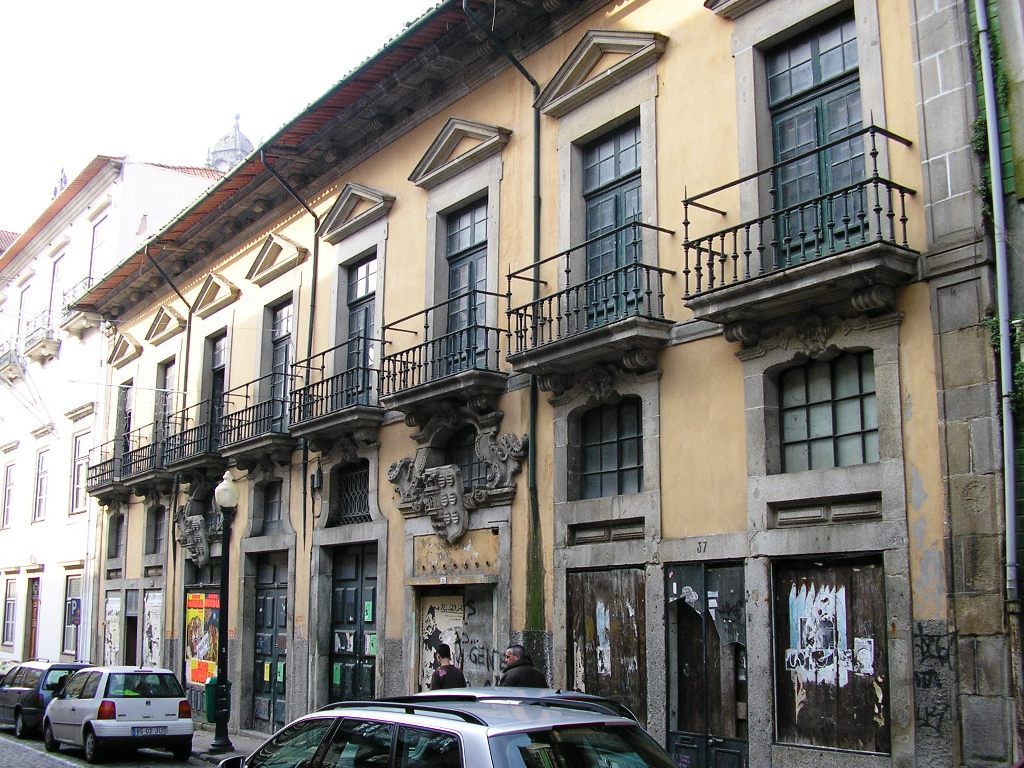
Casa dos Maias, do século XVI.

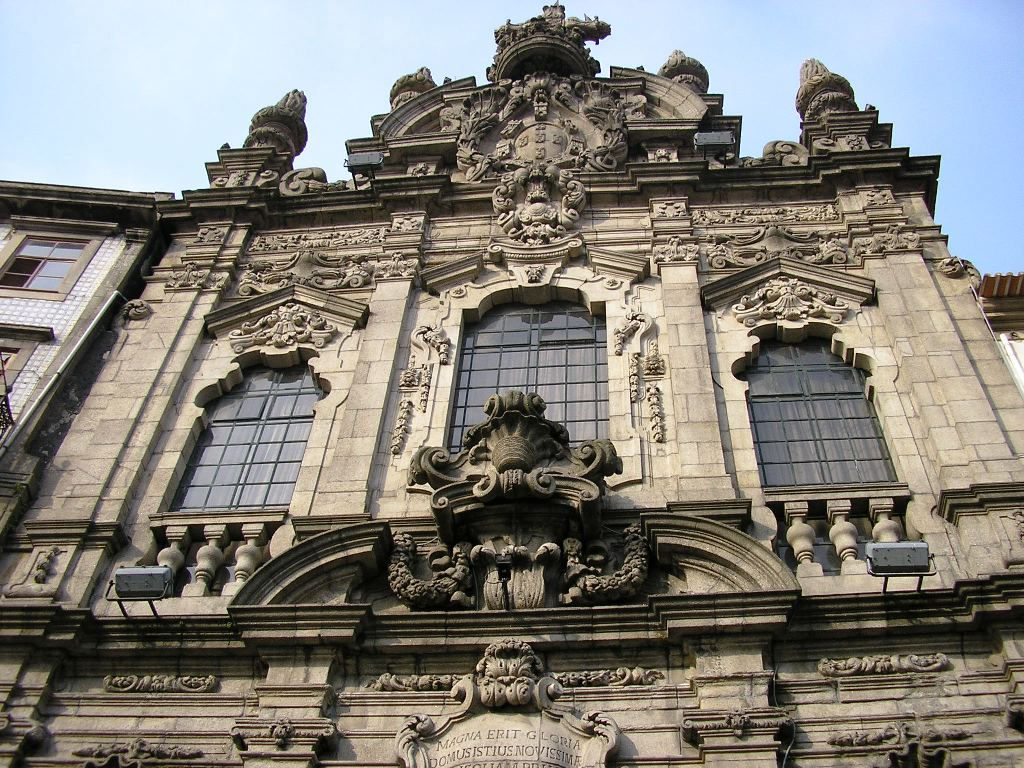
Igreja da Misericórdia do Porto, cuja construção se iniciou em 1559.

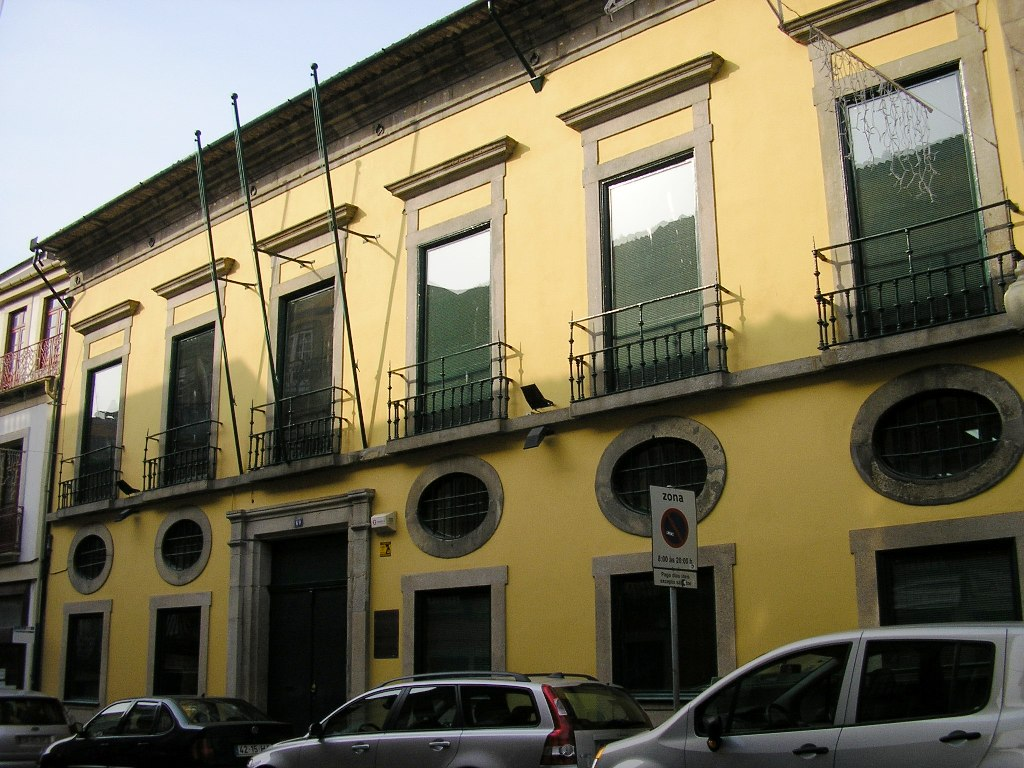
Casa da Companhia, onde funcionou a Companhia Geral da Agricultura das Vinhas do Alto Douro, criada pelo marquês de Pombal.

A Rua das Flores é um arruamento nas freguesias da Sé e Vitória da cidade do Porto, em Portugal.

## Origem do nome
O nome da rua provém das viçosas hortas, recheadas de flores, que existiam nos terrenos por onde a rua foi aberta: as hortas do bispo. À época era bispo do Porto D. Pedro Álvares da Costa, cuja tamanha devoção por Santa Catarina do Monte Sinai explica o nome inicial do arruamento: "Rua de Santa Catarina das Flores".

## História
A rua foi aberta entre 1521-1525, no final do reinado de D. Manuel, em terrenos ocupados pelas hortas do bispo, quando foi denominada "Rua de Santa Catarina das Flores".
A abertura da nova rua, ligando o Largo de São Domingos à Porta de Carros (atual Praça de Almeida Garrett), correspondeu às necessidades do crescimento populacional e do desenvolvimento económico. Com a abertura da Rua das Flores, o largo quinhentista de São Domingos conheceu também importantes transformações, albergando a primeira "fonte redonda" do Porto.
A construção da nova rua coincidiu, por um lado, com o fim do privilégio ancestral de proibição de estadia dos nobres na cidade e, por outro, com a crescente afirmação de uma burguesia mercantil, cultivadora do gosto pelos grandes palácios e por ambientes repletos de luxo. A Rua das Flores será um belíssimo exemplo de concretização destas duas tendências.
A construção nas Flores foi feita segundo moldes inéditos pois, pela primeira vez na história urbana da cidade, surgiu uma regulamentação precisa sobre o tipo de habitação a construir, obrigando a uma regularização das duas margens da rua, possibilitando a boa visibilidade das fachadas.
O núcleo mais representativo dos habitantes da rua foi constituído pela designada aristocracia urbana — cidadãos ligados à administração municipal da cidade e da Coroa, mercadores, frequentemente nobilitados, e alguns cristãos-novos —, conotando a rua com um forte caráter elitista, que o espaço edificado procurava confirmar.
No entanto, a zona alta da rua foi habitada por homens ligados, sobretudo, aos ofícios: mecânicos, sapateiros, caldeireiros, serralheiros, pedreiros, ferreiros, etc. O extraordinário afluxo destes homens ao Porto está ligado ao fenómeno de "enobrecimento da cidade" e ao facto da rua se encontrar, na época, junto a um dos maiores estaleiros da cidade, o Mosteiro de São Bento de Avé-Maria. Também fixaram residência nesta rua comerciantes e industriais, barbeiros sangradores, cirurgiões, bem como alguns clérigos e juízes-de-fora.

## Pontos de interesse
- Antigo Hospital de D. Lopo.
- Casa dos Maias (n.º 29), edifício de grande valor histórico cuja construção remonta ao século XVI.
- Casa da Companhia (n.º 69), onde funcionou a Companhia Geral da Agricultura das Vinhas do Alto Douro, criada pelo marquês de Pombal.
- Casa dos Sousa e Silva (n.º 79-83), cujo brasão ostenta a data de 1703.
- Casa dos Constantinos (n.º 139), do século XVII.
- Igreja da Misericórdia do Porto, cuja construção se iniciou em 1559.
- Museu da Misericórdia do Porto
- Casa dos Cunhas Pimentéis (na esquina com o Largo de São Domingos), edifício de grande valor histórico cuja construção remonta ao século XVI.

Livraria Chaminé da Mota, Alfarrabista no nº-28 casa fundada em 1981, compra e venda de livros e antiguidades.
- Museu de Marionetas do Porto
- Os seus establecimentos de Comércio Tradicional onde se destacam ourivesarias centenárias.

## Acessos
- Estação Ferroviária de Porto-São Bento
- Estação São Bento (Metro do Porto)
- Linhas ZH, 200, 202, 207, 301, 303, 305, 500, 900, 901, 904, 905 e 906 dos STCP.